# Diözese Leoben
Die Diözese Leoben (lat. Dioecesis Leobensis) war ein österreichisches Bistum, dessen Gebiet sich auf Teile der Obersteiermark erstreckte und 1859 mit dem Bistum Graz-Seckau vereinigt wurde.

## Geschichte

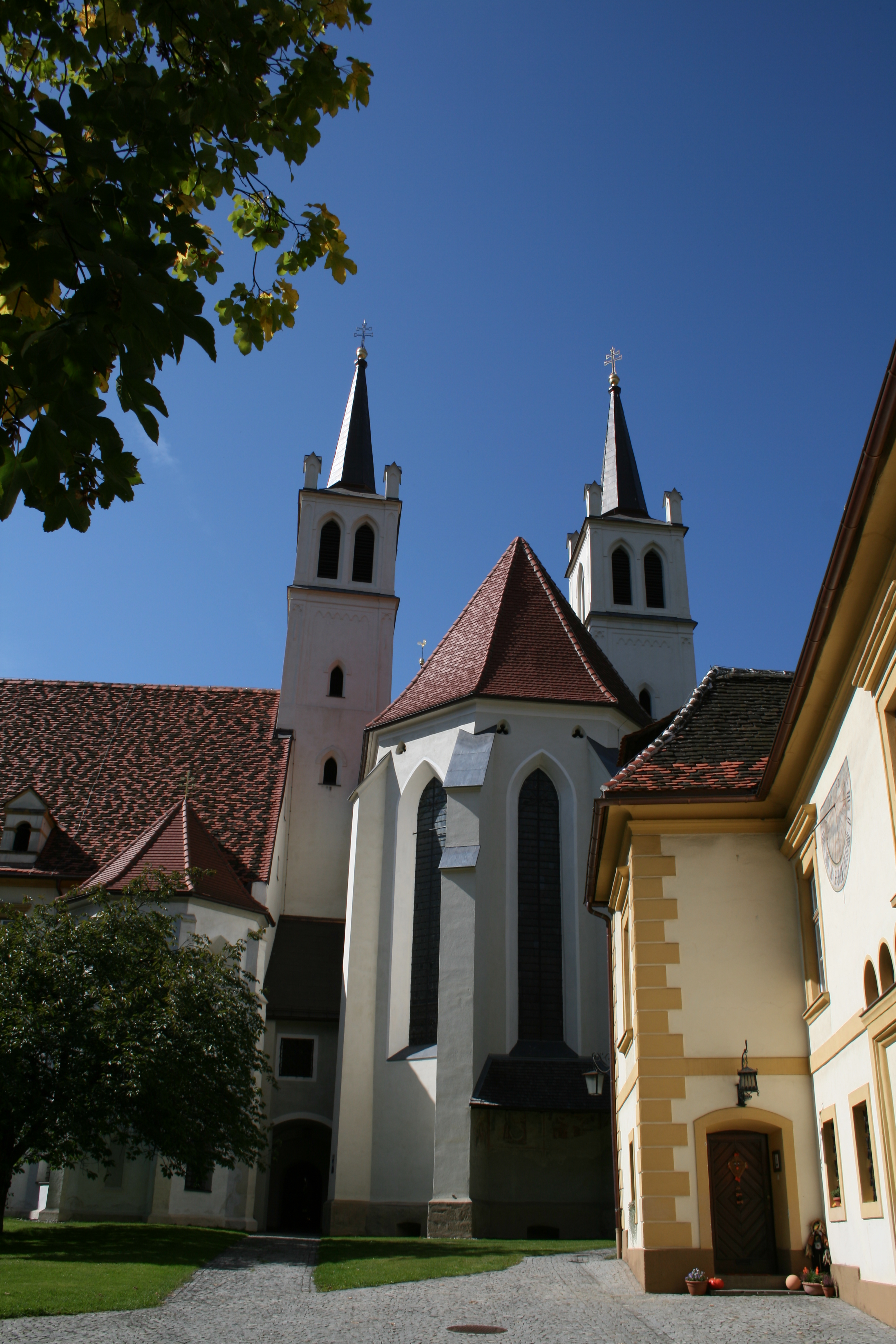
Die Stiftskirche Göss diente dem Bischof von Leoben als Kathedrale

Die Diözese wurde auf Wunsch des Kaisers Joseph II. von der Erzdiözese Salzburg abgetrennt. Sie wurde formal als Salzburger Eigenbistum von Erzbischof Hieronymus von Colloredo gegründet. Am 17. März 1786 stimmte Papst Pius VI. der Errichtung zu.
Der erste und einzige Bischof Alexander Franz Joseph Graf von Engel (* 13. Februar 1722 in Füssen) residierte im Kloster Göss bei Leoben, wo auch ein Domkapitel errichtet wurde.
Das Diözesangebiet umfasste die Obersteiermark und bestand aus 157 Pfarren.
Nach dem Tod des Bischofs Engel am 22. Februar 1800 wurde die Diözese bis 1808 vom Domkapitel und danach von den Bischöfen der Diözese Graz-Seckau verwaltet.
Bereits am 13. Juli 1804 wurde von Kaiser Franz II. die Vereinigung des Bistums mit der Diözese Graz-Seckau angeordnet. Die tatsächliche Vereinigung der beiden Diözesen erfolgte nach der späten Zustimmung des Papstes erst am 1. September 1859.